# Tor Wolgast
Tor Herman Wolgast (i riksdagen kallad Wolgast i Bräkne-Hoby), född 28 mars 1891 i Vänersborg, död 9 april 1959 i Bräkne-Hoby församling, Blekinge län, var en svensk politiker (Bondeförbundet) och folkskollärare.
Wolgast var från 1919 folkskollärare, han var bland annat verksam i Bräkne-Hoby. Han var även politiker och ledamot av riksdagens andra kammare 1937–1940 och av första kammaren från 1956.